# Banda El Recodo
La Banda Sinaloense El Recodo de Don Cruz Lizárraga, connue sous le nom abrégé de Banda El Recodo, est une Banda de Sinaloa, qui a été créée en 1938, à El Recodo, un village de la municipalité de Mazatlán, dans l'État de Sinaloa au Mexique, par Don Cruz Lizárraga.
Don Cruz Lizárraga a été un pionnier de la diffusion et de la formalisation du genre musical banda sinaloense (Banda de Sinaloa). Son orchestre a accompagné des artistes de renommée internationale comme Pedro Infante, José Alfredo Jiménez, Lola Beltrán, Juan Gabriel et de nombreux autres. Les nombreuses tournées de la Banda El Recodo lui ont permis d'atteindre la reconnaissance due à un acteur mondial de la musique.
La Banda El Recodo, dont la direction est aujourd'hui assurée par Luis Alfonso Lizárraga Lizárraga, dit Poncho Lizárraga, Joel David Lizàrraga Lizàrraga, deux des fils de Don Cruz Lizárraga, et leur mère María de Jesús Lizárraga Velarde, connue sous le surnom affectueux Doña Chuyita Lizárraga, compte plus de 80 ans d'activité, a enregistré plus de 200 albums et vendu plus de 20 millions de disques.

## Histoire
Cruz Lizárraga a raconté à Elena Simonett qu'étant né au village de El Recodo, dans la municipalité de Mazatlán, en 1918, il n'avait reçu que peu d'instruction parce que ses parents étaient très pauvres et parce qu'à cette époque les écoles étaient très rares dans les campagnes de Sinaloa. Bien que El Recodo soit un village de musiciens, son père Teófilo Lizárraga n'était pas favorable au fait qu'il entreprenne d'en faire son métier, car il voyait en ceux-ci surtout des ivrognes. En 1928, il achète sa clarinette pour un montant de soixante-quinze pesos, ce qui représente alors une somme énorme (une vache vaut vingt pesos), à la « Mercería Alemana » (située entre les rues Flores et Hidalgo, à Mazatlán). Il ne possède lui-même que quatorze pesos, un oncle lui en prête vingt-cinq, le reste l'est par des parents et des amis. Il obtient de son cousin Carlos Rivera qu'il lui donne quelques cours en cachette de son père, et finit par maîtriser l'instrument alors qu'il ne connait encore rien du solfège.
Il finit par devenir membre d'une banda du village et doit affronter la colère de son père qui finit par accepter la situation tout en continuant à le mettre en garde contre le penchant des musiciens pour la boisson. Le premier salaire qu'il reçoit est de soixante-quinze centimes.
La vie des musiciens n'est alors pas exempte de risques, le 11 octobre 1926, dans le village de San Marcos, près de La Noria, dans la municipalité de Mazatlán, Alfonso Lizárraga, alors directeur de la Banda du village El Recodo, est abattu, selon la presse de Mazatlán, à coups de carabine par Benito Sanchez, un client qui lui doit cent pesos pour des prestations musicales que l'orchestre a effectué. Selon Don Francisco "Chillo" Herrera, un fils d'Alfonso Lizárraga, son père, qu'il n'a pas connu, pouvait être assez mauvais plaisant et le fond de l'affaire qui avait entraîné la mort de ce dernier, était très probablement une mauvaise plaisanterie que Benito Sanchez avait perçue comme une grave injure.
Cruz Lizárraga prend progressivement de l'ascendant sur l'orchestre et commence à en assurer la direction en 1938. Il innove en matière d'instruments en acquérant des caisses claire et des Tamboras que le luthier José Cordero fabrique dans le village de El Quelite, afin de remplacer les tambours militaires que la banda utilisait jusque là. Il finit par acheter de ses propres deniers, le premier uniforme des musiciens qui se compose tout simplement d'une chemise blanche et d'un pantalon bleu. L'orchestre tourne essentiellement à Mazatlán et aux alentours, et essaye parfois de s'aventurer plus loin lorsque ses moyens le permettent.
En 1951, Gabriel R. Osuna convainc Mariano Rivera Conde, directeur artistique de RCA Mexique, de venir les écouter à El Quelite.
En 2012, au cours d'une tournée au Texas, la banda El Recodo est victime d'un accident de bus, dans le comté de Karnes, qui blesse le conducteur, Jose Martin Terado-Osuna, et plusieurs membres de l'orchestre, dont le clarinettiste Jorge Lopez et le directeur musical Alfonso « Poncho » Lizárraga qui sont soignés par le département des grands blessés du South Texas Medical Center (en) à San Antonio, le clarinettiste Carlos Montoya et le saxophoniste Aldo Sarabia qui sont pris en charge par d'autres hôpitaux.
En juillet 2021, Poncho Lizárraga confirme, dans le cadre de l'émission El gordo y la flaca, que son frère Joel Lizàrraga conserve ses fonctions administratives au sein de l'entreprise, mais qu'il est remplacé dans l'orchestre par Jaime López Salazar qui est connu pour avoir travaillé au sein de la Banda Carnaval et de la Banda Los Sebastianes.

## Chanteurs
Jusqu'au début de sa collaboration fréquente avec Conrado Calderón, en 1989, puis avec le recrutement de Julio Preciado en 1991, la Banda El Recodo était d'abord un orchestre de musique instrumentale qui accompagnait, à l'occasion d'une collaboration un chanteur ou une chanteuse. Le succès que Julio Preciado lui a permis d'atteindre, a fait des chanteurs de la Banda El Recodo des vedettes internationale de tout premier plan. Leur abandon du poste, qui repose la plupart du temps, comme dans tous les groupes du monde, sur des choix personnels et privés, alimente les spéculations et les ragots des médias friands de scandales. Leur remplacement fait aujourd'hui l'objet d'un processus de recrutement long et complexe.

### Eduardo Del Campo
Eduardo Del Campo, Darfo Osuna pour l'état-civil, bien que sa collaboration avec la Banda El Recodo soit très antérieure à « l'ère Julio Preciado », doit probablement être considéré comme le premier chanteur de l'orchestre. Il est le fils de Gabriel R. Osuna, ami de Don Cruz Lizárraga, promoteur et premier producteur de l'orchestre,.

### Conchita et Marisa Sarabia
Conchita et Marisa Sarabia apparaissent, sous le nom « Las Hermanas Sarabia » sur l'album Los Invito A Mazatlan, publié en 1961 par la Banda El Recodo, sur lequel elles interprètent la chanson Mexicano basta las cachas. Elles forment un duo vocal, principalement actif à Mazatlan, mais paraissent préférer travailler avec des groupes de plus petite taille comme des trios ou des quartets.

### Julio Preciado
Julio César Preciado Quevedo, plus connu sous nom de Julio Preciado, commence à travailler avec la Banda El Recodo en 1992, et la quitte en 1998 pour créer sa propre banda, la Banda Perla del Pacífico. Pendant ces six années, il enregistre 8 albums et effectue de multiples tournées avec la Banda El Recodo. Inventif, novateur et perfectionniste, il a fortement contribué à faire évoluer la Musique de banda Sinaloense d'un art fondamentalement instrumental vers des scénarios principalement vocaux qui ont largement augmenté la popularité du genre.

### Geovanni Mondragón
Jesus Geovanni Mondragon Vidriales, connu sous le nom de Geovanni Mondragon, est la première voix de la banda Las Estrellas de Sinaloa quand il demande au directeur de celle-ci de pouvoir se présenter aux auditions de la banda Los Recoditos. Il a alors déjà une grande expérience du métier de chanteur de banda puisqu'il a appartenu successivement à la banda La Conquistadora, au groupe El Combo de los Hermanos Sánchez, et à la banda Banda MS. Il remplace finalement "El Yaqui" en tant que chanteur de El Recodo grâce à un accord qui est passé entre Germán Lizárraga et son demi-frère Poncho Lizárraga. Il fait ses débuts sur scène le 17 novembre 2012 et décrit ce moment comme les pires quinze minutes de trac de sa vie.

### Charly Perez
Carlos Alberto Pérez López,, plus connu comme Charly Perez, est né à Tijuana, mais s'est installé en 2006 à Mazatlán. Il a commencé à chanter à 13 ans dans un groupe un groupe de rock, puis en 1999, à l'invitation de son ami Carmelo Rubio,, dans la Banda Sinaloense El Quelite de Tijuana. Il travaille ensuite cinq ans avec la Banda Los Vergelitos de Tijuana avec laquelle il enregistre en 2000, pour la première fois un disque dans les studios San Angel de Culiacán.
Il fait la connaissance de Julio Arámburo de la banda Arámburos del Limón qui cherche alors à remplacer Chuy Lizárraga, parti rejoindre, la Banda San José de Mesillas, mais qui choisit alors Israel Valdez pour le remplacer. Il s'installe en 2006 à Mazatlán pour participer, en tant que chanteur à la Banda Rancho Viejo, créée à El Limón de los Peraza, par Julio Arámburo et son père Julián Arámburo Pérez, et avec laquelle il enregistre deux albums « Como Tortilla Al Comal » en 2007. Il quitte ensuite cet orchestre et travaille 11 mois avec la Banda Los Recoditos. Avec la Banda Los Recoditos, il enregistre deux chansons, « La Escuelita » et « La Machaca » qui sont diffusées sur la radio La Mejor Fm 95.5 de Guadalajara, mais qui ne figurent sur aucun album de cet orchestre|,.
En 2009, il est recruté par la Banda El Recodo pour succéder à Luis Antonio Lopez "El Mimoso". Il fait ses débuts avec l'orchestre le 14 août 2009 à Portland dans l'Oregon. Ses yeux verts, son talent pour la communication, son excellente diction et sa bonhommie l'ont fait surnommer par les fans de la Banda El Recodo, « "El sonrics" »" (Le Sourire). Il participe en même temps aux concerts et tournées de la Banda Estrellas de Sinaloa de Germán Lizárraga.

## Membres

### Effectif initial de 1938
| Musicien          | Instrument                                  |
| ----------------- | ------------------------------------------- |
| Marcial Elizalde  | Grosse caisse de banda de Sinaloa (tambora) |
| Nicolás Garza     | Caisse claire (Tarola)                      |
| Carlos Lizárraga  | Trombone                                    |
| Cruz Lizárraga    | Clarinette                                  |
| Felipe Lizarraga  | Trombone                                    |
| Roberto Rodríguez | Trombone                                    |
| Rubén Román       | Trompette                                   |
| Hipólito Sánchez  | Clarinette                                  |
| Perro Sánchez     | Saxophone alto (armonia)                    |
| Aurelio Sarabia   | Guitare                                     |
| Ernesto Sarabia   | Saxophone alto (armonia)                    |
| Víctor Sarabia    | Guitare                                     |
| Fernando Sotelo   | Tuba                                        |
| Enemecio Zamudio  | Trompette                                   |

### Effectif 2015-2021
| Nom du musicien                           | 2016                                        | 2020                                        |
| ----------------------------------------- | ------------------------------------------- | ------------------------------------------- |
| Alfredo Herrejón Mejía                    | Tuba                                        |                                             |
| Carlos Alberto Montoya Velazquez          | Clarinette                                  |                                             |
| Carlos Alberto Perez Lopez "Charly Perez" | Voix                                        |                                             |
| Edilberto Moreno García                   |                                             | Tuba                                        |
| Gabino Lopez Esquerra                     | Saxophone alto (armonia)                    | Saxophone alto (armonia)                    |
| Gustavo Pimentel Leal                     | Saxophone alto (armonia)                    | Saxophone alto (armonia)                    |
| Jesús Abel Moreno Romero                  | Trompette                                   | Trompette                                   |
| Jesús Bernardo Osuna Ostos                |                                             | Clarinette                                  |
| Jesus Geovanni Mondragon Vidriales        | Voix                                        | Voix                                        |
| Jesus Omar Rodriguez Orrante              | Trompette                                   | Trompette                                   |
| Joel David Lizarraga Lizarraga            | Clarinette                                  | Clarinette                                  |
| Jorge Alberto Lopez Montoya               | Clarinette                                  | Clarinette                                  |
| José Cruz Lizarraga                       | Trombone                                    |                                             |
| Josue Dueñas Mejia                        | Caisses claires (tarolas)                   | Caisses claires (tarolas)                   |
| Luis Alfonso "Poncho" Lizarraga Lizarraga | Clarinette et Direction Musicale            | Clarinette et Direction Musicale            |
| Luis Fernando Ibarra Gallardo             | Trombone                                    | Trombone                                    |
| Mario Alvarado Villaseñor                 | Trompette                                   | Trompette                                   |
| Oscar Alvarez Otañez                      | Trombone                                    | Trombone                                    |
| Omar David Castro Cuadras                 |                                             | Trombone                                    |
| Ricardo Yocupicio Ulloa "Ricky Yocupicio" |                                             | Voix                                        |
| Victor Alfonso Sarabia Huitron            | Grosse caisse de banda de Sinaloa (tambora) | Grosse caisse de banda de Sinaloa (tambora) |

## Prix et reconnaissances

### Reconnaissances officielles
- Le 5 mai 2004, à l'occasion des festivités organisées pour célébrer le Cinco de Mayo, la Banda El Recodo s'est produite, aux côtés de Marco Antonio Solís et de Jimena Gállego (en), devant le président George W. Bush à la Maison-Blanche[24].
- Le 19 avril 2019, dans le cadre des festivités organisées pour le 80e anniversaire de l'orchestre, Sergio Mayer, président de la Commission pour la Culture de la Chambre des députés du Congrès de l’Union des États-Unis mexicains, en présence de Quirino Ordaz, le gouverneur de l'état de Sinaloa, de Luis Guillermo Benítez, maire de Mazatlán, et du sénateur Mario Delgado, dans le salon des conférences de la chambre des députés, transmet aux membres de la Banda El Recodo, la reconnaissance du parlement pour sa contribution à la renommée de la Musique régionale mexicaine [25].

### Univision - Premios lo Nuestro
| Premios lo nuestro fantasy logo | Catégorie                             | Chanson ou album | Résultat |
|                                 |                                       |                  |          |
| 2014                            | Grupo o Dúo Regional Mexicano del Año | [ 26 ]           | \| ♔ \|  |
| ♔                               |                                       |                  |          |

## Concerts notables
- En juillet 1995, la banda El Recodo se produit au festival Eclanova de Villeurbanne, au Nice Jazz Festival à Nice et au Festival Quartiers d'été à Paris[29].
- Le 9 avril 2018, la banda El Recodo clôt la « Feria Nacional de la Enchilada » à Soledad de Graciano Sánchez et les animations de la foire qui ont été assurées par une suite de groupes prestigieux : Los Halcones de San Luis y RG2, Conjunto Monarca, Kikin y los Astros, El Tri, Banda MS, Jorge Medina, Conjunto Primavera, Kumbia Kings, El Gran Silencio, Los Acosta, Los Bybys[30].

## Popularité
| Média     | Chaîne ou compte  | Date            | Nombre d'abonnés ou d'auditeurs | Nombre de vues ou de téléchargements |
| --------- | ----------------- | --------------- | ------------------------------- | ------------------------------------ |
| YouTube   | el recodo oficial | 3 octobre 2020  | 2,01 millions                   | 1 690 916 935                        |
| YouTube   | el recodo oficial | 21 juillet 2022 | 2,54 millions                   | 2 555 831 477                        |
| Instagram | elrecodooficial   | 3 octobre 2020  | 1,7 million                     |                                      |
| Instagram | elrecodooficial   | 21 juillet 2022 | 1,7 million                     |                                      |
| Instagram | poncholizarraga   | 3 octobre 2020  | 344 000                         |                                      |
| Instagram | poncholizarraga   | 21 juillet 2022 | 371 000                         |                                      |
| Facebook  | Banda El Recodo   | 3 octobre 2020  | 11 144 310                      |                                      |
| Facebook  | Poncho Lizarraga  | 3 octobre 2020  | 237 350                         |                                      |
| Spotify   | Banda El Recodo   | 3 octobre 2020  | 4 745 085                       |                                      |
| Twitter   | ElRecodoOficial   | 3 octobre 2020  | 1,2 million                     |                                      |
| Twitter   | PonchoLizarraga   | 3 octobre 2020  | 402 700                         |                                      |

## Sources

### Ouvrages et articles
- (en) Helena Simonett, Banda : Mexican Musical Life Across Borders, Middletown, Connecticut, Wesleyan University Press, 30 janvier 2001, 372 p. (ISBN 0-8195-6430-3, lire en ligne).
- (es) Ana Lilia Mendoza Martínez (dir.), Entrevista a Jorge Luis Medina ramos “Vocalista de la Arrolladora Banda El Limon : Tesina Para Obtener El Titulo De Licenciada En Ciencias De La Comunicacion, Mexico, Universidad Nacional Autónoma De México, Facultad de Ciencias Políticas y Sociales, novembre 2010, 77 p. (lire en ligne).
- (en) Helena Simonett, « Banda El Recodo [de Cruz Lizárraga] », Grove Music Online, Oxford University Press,‎ 2020 (lire en ligne, consulté le 5 octobre 2020).
- (en) Helena Simonett, « Bandas Sinaloenses - Musica Tambora - : Las Primeras Grabaciones De La Musica De Tambora (I9S1·I96S) / The First Recordings of Mexico's Tambora Music from the State of Sinaloa », Arhoolie catalog, El Cerrito, California, USA, Arhoolie Productions, Inc.,‎ 2001, p. 11 (Livret d'accompagnement d'un cd d'enregistrements anciens et rares, lire en ligne).
- (en) Helena Simonett, « Strike up the Tambora: A Social History of Sinaloan Band Music », Latin American Music Review / Revista de Música Latinoamericana, Austin, University of Texas Press, vol. 20, no 1,‎ 1999, p. 46 (e-ISSN 1536-0199, lire en ligne).
- (es) « Frontera Collection, « Eduardo Del Campo - Mi Gusto Es - Peerless 4452 - matrice 12664-54 » », Arhoolie Foundation’s Strachwitz Collection of Mexican American and Mexican Recordings.,‎ 31 mai 2019.
- (es) Herberto Sinagawa Montoya, Música de viento, Culiacán Rosales, Dirección de Investigación y Fomento de Cultura Regional de Sinaloa, Creativos 7, 2004, 210 p. (ISBN 968-6-608-99-0)

## Ressources en ligne
- (es) Jazuara Salas, « Viene Banda MS “Con todas las fuerzas” », sur Sintesis, Síntesis Digital, Puebla, Periodística Síntesis SA de CV, 4 juin 2019.
- (es) Kaliany Perez, « ¿Con Cuál Integrante De La Banda El Recodo Te Gustaría Pasar El 14 De Febrero? », sur La Pura Banda, El blog de música de banda, 14 février 2016.
- (es) Isela Morales, « Es Chuyita Lizárraga una mujer y madre exitosa : Desde que se casó con Cruz Lizárraga en 1970, Chuyita combinó sus quehaceres de ama de casa con la administración de la banda », sur Noroeste, Noroeste, Mazatlán, Editorial Noroeste S.A. de C.V., 10 mai 2009 (consulté le 2 octobre 2020).
- (es) Isis Sauceda, « Banda El Recodo continúa »(Archive.org • Wikiwix • Archive.is • Google • Que faire ?), sur People en Español, People en Español, New York, Meredith Corporation, 15 mars 2005 (consulté le 2 octobre 2020).
- (es) « El Recodo de Cruz Lizárraga fue reconocida en la Cámara de Diputados por su 80 aniversario », sur Revista Booking, Revista Digital Booking, Ciudad de México, 19 avril 2019 (consulté le 2 octobre 2020).
- (es) « Nuestros socios y su obra : Germán Lizárraga Lizárraga », sur SACM, Ciudad de México, Sociedad de Autores y Compositores de México (consulté le 5 octobre 2020).
- (en) Justino Aguilar, « Banda el Recodo's Tour Bus Crashes in South Texas, Six Injured », sur Bilboard, Billboard, MRC Media and Info, 31 août 2012 (consulté le 5 octobre 2020).
- (es) Juan Carlos Gamboa, « El Recodo, una carrera de toda la vida para Germán Lizárraga », Bandamax, Bandamax TV,‎ 19 avril 2019 (El músico, quien junto a su Banda Estrellas de Sinaloa forma parte de la nueva temporada de Acceso Grupero, habló sobre sus inicios, lire en ligne).
- (es) Edgar Amador, « El Misterio de “El Sauce Y La Palma”: de Murcia A Sinaloa, pasando por Michoacán », sur Círculo de Poesía, Círculo de Poesía. Revista electrónica de literatura, Puebla, Territorio Poético A.C., 31 mai 2011 (ISSN 2007-5367, consulté le 5 octobre 2020).
- (es) « Nuestros socios y su obra : Julio Preciado », sur SACM, Ciudad de México, Sociedad de Autores y Compositores de México (consulté le 5 octobre 2020).
- (en) Brett Allan King, « Banda el Recodo », sur encyclopedia.com, Oxford University Press, Columbia University Press, CenGage, 25 septembre 2020 (consulté le 5 octobre 2020).
- (en) « Banda El Recodo De Cruz Lizárraga »(Archive.org • Wikiwix • Archive.is • Google • Que faire ?), sur Universal Music Latin Entertainment, Universal Music (consulté le 5 octobre 2020).
- (es) Julio Cesar Arámburo Arámburo, « La Bandononona Rancho Viejo de Julio Aramburo - Biografia », sur LBRV (consulté le 10 octobre 2020).
- (es) Isela Morales, « De fan a ídolo, Charly Pérez : El vocalista de El Recodo logró su sueño de pertenecer a la banda sinaloense más famosa en el mundo »(Archive.org • Wikiwix • Archive.is • Google • Que faire ?), sur Noroeste, Noroeste, Culiacán, Mazatlán, Editorial Noroeste S.A. de C.V., 27 juillet 2011.
- (es) Anilú Ochoa, « Banda Rancho Viejo – Biografía », sur SAPS Grupero, SAPS Grupero, Tuxtla Gutiérrez, Chiapas, México, SAPS Grupero, 19 juillet 2014 (consulté le 10 octobre 2020).
- (es) Charly Pérez, « « Quiero Decirte (Banda Los Vergelitos) - Charly Pérez » », YouTube - Charly Pérez,‎ 30 mai 2020 (« La Banda Los Vergelitos De Tijuana, B.C., fue la primera agrupación que me dio la oportunidad de grabar un disco en estudio, fue en el año 2000 que viajamos a Culiacán, Sin., para grabar en el estudio San Angel la que seria la segunda producción discográfica para ellos y la primera para mí, de ahí se desprendió este sencillo titulado "Quiero Decirte" composición del jalisciense radicado en Tijuana Arturo Preciado, en aquel entonces bajo quintista de los desaparecidos Fieles De Tijuana, espero que les guste esta grabación de hace ya 20 años » (« La Banda Los Vergelitos De Tijuana, en Basse-Californie, a été le premier groupe qui m'a donné l'opportunité d'enregistrer un album en studio. C'est en 2000 que nous nous sommes rendus à Culiacán, Sinaloa, pour enregistrer au studio San Angel ce qui serait leur seconde production discographique et la première pour moi. C'est de là que provient ce single intitulé Quiero Decirte, une composition de l'artiste Arturo Preciado, de Jalisco, à l'époque sous le bajoquintiste du groupe disparu Fieles De Tijuana. J'espère que vous aimez cet enregistrement qui date d'il y a déjà 20 ans. »)).
- (es) « Discografía de Banda Sinaloense Los Recoditos - 2010 - "¡Ando bien pedo!" », sur Wikibanda, San Francisco, Californie, États-Unis, Fandom (consulté le 12 octobre 2020).
- (es) Agencia Notimex, « Estrena vocalista Banda El Recodo », sur El Popular, El Popular, Puebla, Publicaciones y Publicidad del Sur S. de RL. de CV., 17 octobre 2012 (consulté le 10 octobre 2020).
- (es) Redacción AM, « Integrante de la Recodo protagoniza enternecedor momento », sur Noticias AM, A.M. LAS NOTICIAS COMO SON, Sinaloa, Editorial Martinica S.A. de C.V., 20 juin 2019.
- (es) Isela Morales, « Estrena vocalista Banda El Recodo : Confirma Poncho Lizárraga entrada de Giovanni Mondragón a la agrupación »(Archive.org • Wikiwix • Archive.is • Google • Que faire ?), sur Noroeste, Noroeste, Culiacán, Mazatlán, Editorial Noroeste S.A. de C.V., 20 octobre 2012 : « « Yo no lo podía detener. Giovanni me dijo que quería hacer el casting con Recoditos, me pidió una oportunidad, me comentó que de todas formas terminando el contrato ya se iba a salir de la banda, yo no lo podía detener a fuerzas y tuvo la fortuna de ser seleccionado para entrar a El Recodo. » (« Je n'ai pas pu l'arrêter. Giovanni m'a dit qu'il voulait faire le casting avec Recoditos, il m'a demandé de lui donner une chance, il m'a dit que de toute façon quand le contrat prendrait fin, il allait quitter le groupe, je ne pouvais pas l'arrêter de force et il a eu la chance d'être sélectionné pour entrer à El Recodo. ») ».
- (es) Uriel Lazcano, « Geovanni Mondragón recuerda sus inicios con El Recodo », sur SAPS Grupero, SAPS Grupero, Tuxtla Gutiérrez, Chiapas, México, SAPS Grupero, 11 novembre 2019.
- (es) Redacción, « Lista la Feria Nacional de la Enchilada 2018 », sur Pulso, Pulso Diario de San Luis, San Luis Potosí, Editora Mival S.A. de C.V., 17 mars 2018.
- Fara C., « Coup de sirocco avec la Banda El Recodo »(Archive.org • Wikiwix • Archive.is • Google • Que faire ?), sur l’Humanité, l’Humanité, Saint-Denis, Société nouvelle du journal l’Humanité, 14 juillet 1995.
- (es) Ricardo Cediz, « Los 17 integrantes de Banda El Recodo de Don Cruz Lizárraga », La Sirena, Culiacán, debateMedia - El Debate SA de CV, 10 juillet 2020.
- (es) Julio Bernal, « Homenaje a Don Cruz Lizárraga », Culiacán, Prensa de Universidad Autónoma de Sinaloa, 6 mai 2020.
- (es) Fabián Vázquez, « Joel Lizárraga abandona la banda ‘El Recodo’ », sur sdpnoticias, Grupo SDP, 21 juillet 2021.
- (es) yacevedo, « Premio Lo Nuestro 2014: Lista completa de ganadores »(Archive.org • Wikiwix • Archive.is • Google • Que faire ?), People en Español (es), Time Inc., 21 février 2014.
- (en) Office of the Press Secretary, « President Celebrates Cinco de Mayo » [html], President George W. Bush, Washington, D.C., White House.Archives, 5 mai 2004.